# Jiří Macháček
Jiří Macháček (ur. 6 lipca 1966 w Litomierzycach) – czeski aktor, wokalista, scenarzysta i autor tekstów.

## Życiorys
Studiował prawo na Uniwersytecie Karola w Pradze. Nie ukończył studiów na DAMU. Występował w kilku teatrach (Na Zábradlí, Sklep, Na Jezerce).
Jego pierwszą większą rolą filmową była rola Roberta w Powrocie idioty (1999) Sašy Gedeona. Za rolę Jakuba w filmie Samotni (2000) Davida Ondříčka otrzymał Czeskiego Lwa za najlepszą męską rolę drugoplanową.
Jiří Macháček jest członkiem grupy muzycznej Mig 21, w którym śpiewa i pisze teksty. Z zespołem nagrał trzy albumy. Muzyka Mig 21 została wykorzystana w filmie Skrzat (2005) Tomáša Vorela, w którym Jiří Macháček zagrał rolę rzeźnika.
Wspólnie z Davidem Ondříčkiem napisał scenariusz do filmu Jedna ręka nie klaszcze (2003).

## Filmografia
- 1998: Martwy żuk (Mrtvej brouk) jako Karel
- 1998: Pułapka (Pasti, pasti, pastičky) jako barman
- 1999: Powrót idioty (Návrat idiota) jako Robert
- 2000: Samotni (Samotáři) jako Jakub
- 2002: Małe sekrety (Výlet) jako Vítek
- 2003: Jedna ręka nie klaszcze (Jedna ruka netleská) jako Standa
- 2003: Sprytny Filip (Mazaný Filip) jako gangster De Soto
- 2004: Na złamanie karku (Horem pádem) jako František Fikes
- 2005: Skrzat (Skřítek) jako rzeźnik
- 2006: Piękność w opałach (Kráska v nesnázích) jako Patočka
- 2007: Butelki zwrotne (Vratné lahve) jako Robert Landa
- 2007: Niedźwiadek (Medvídek) jako Jirka
- 2008: Do Czech razy sztuka (Nestyda) jako Oskar
- 2008: Wino truskawkowe jako Andrzej
- 2011: Faceci przy nadziei (Muži v naději) jako Ondřej
- 2015: Miasteczko Wilson (Wilsonov) jako Aaron Food, agent FBI
- 2022: Światło betlejemskie (Betlémské světlo) jako mistrz w warsztacie[1]